# Інес Бергуа Навалес
Інес Бергуа Навалес (англ. Ines Bergua Navales; нар. 2004, Уеска, Іспанія) — іспанська гімнастка, що виступає в груповій першості. Срібна призерка чемпіонату Європи.

## Спортивна кар'єра
Почала відвідувати секцію художньої гімнастики в трирічному віці. Ініціаторкою спортивної кар'єри стала тітка.

## Результати на турнірах
| Рік                | Змагання           | Команда            | ГП                 | 5                  | 5                  |
| Юніорські змагання | Юніорські змагання | Юніорські змагання | Юніорські змагання | Юніорські змагання | Юніорські змагання |
| ------------------ | ------------------ | ------------------ | ------------------ | ------------------ | ------------------ |
| 2019               | Чемпіонат світу    | 7                  | 5                  | 5                  | 4                  |
| Дорослі змагання   |                    |                    |                    |                    |                    |
| Рік                | Змагання           | Команда            | ГП                 | 5                  | 4 + 3              |
| 2021               | Чемпіонат світу    |                    | 12                 | 12                 | 5                  |
| Рік                | Змагання           | Команда            | ГП                 | 5                  | 3 + 2              |
| 2022               | Чемпіонат Європи   | 6                  | 5                  | 5                  | 2                  |
| 2022               | Чемпіонат світу    | 3                  | 3                  | 3                  | 5                  |
| 2023               | Чемпіонат світу    | 5                  | 3                  | 2                  | 4                  |
| 2024               | Чемпіонат Європи   | 5                  | 3                  | 2                  | 1                  |